# Phrosinella beludzha
Phrosinella beludzha är en tvåvingeart som först beskrevs av Boris Borisovitsch Rohdendorf 1961.  Phrosinella beludzha ingår i släktet Phrosinella och familjen köttflugor.
Artens utbredningsområde är Iran. Inga underarter finns listade i Catalogue of Life.